# Exetastes tibialis
Exetastes tibialis är en stekelart som beskrevs av Pfankuch 1921. Exetastes tibialis ingår i släktet Exetastes och familjen brokparasitsteklar. Inga underarter finns listade i Catalogue of Life.